# Г9
Група Девет (Г9 или G9) је била коалиција 9 европских земаља – Аустрије, Белгије, Бугарске, Данске, Мађарске, Румуније, Финске, Шведске и Социјалистичке Федеративне Републике Југославије.
Основни задатак Г9 је био састанак званичника из држава чланица, где се дискутовало о међусобним економским и политичким интересима на незваничном нивоу.